# Wolfgang Fleck

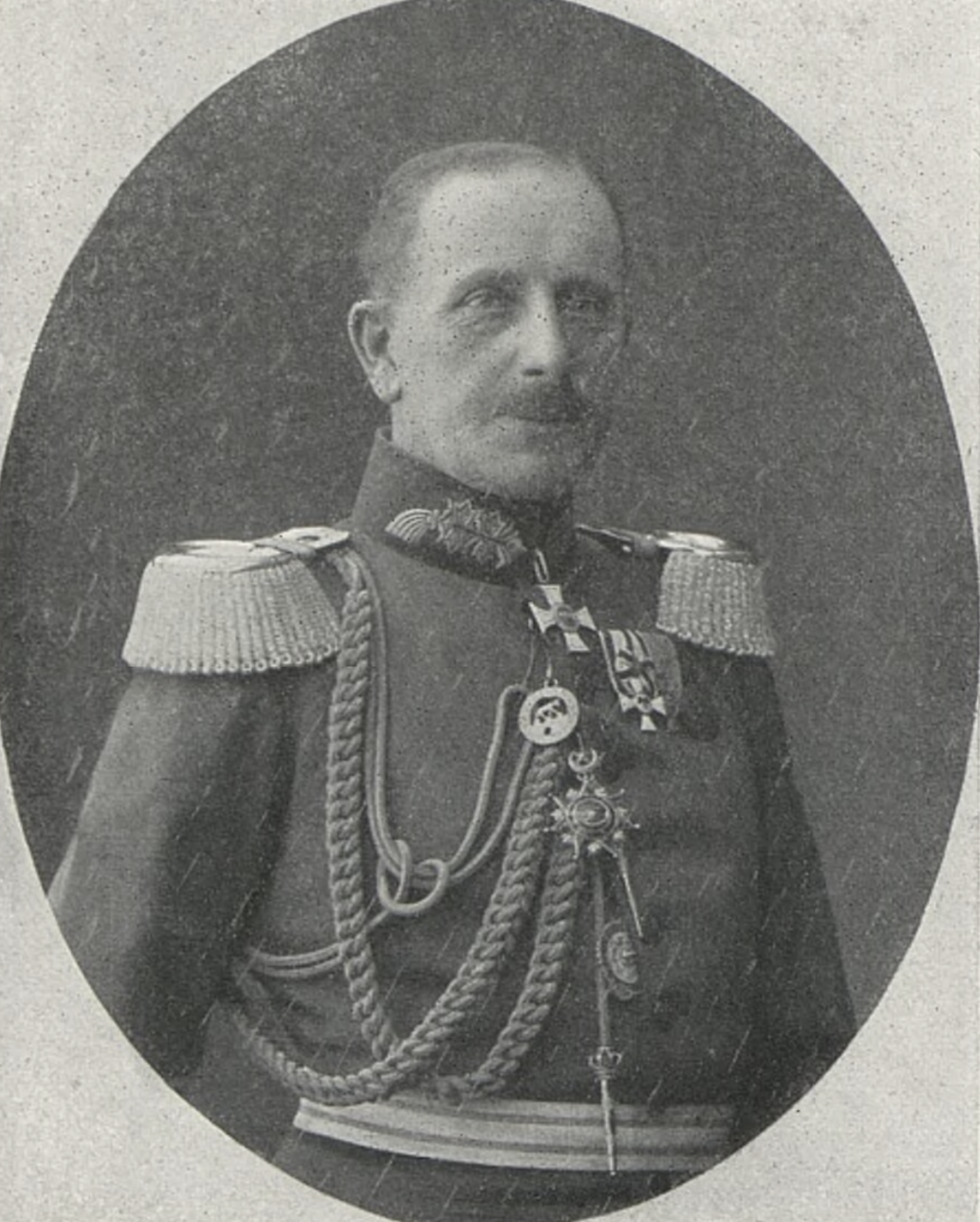
Wolfgang Fleck (um 1930)

Wolfgang Fleck (* 16. Mai 1879 in Berlin; † 16. Februar 1939 in Freiburg im Breisgau) war ein deutscher Nachrichtenoffizier (N.O.) der Sektion III b und später General der Infanterie der Reichswehr.

## Leben
Wolfgang Fleck war der Sohn des Generalmajors Carl Emil Fleck und dessen Ehefrau Helene, geborene von Randow. Er besuchte die Kadettenanstalt Potsdam und dann die Kadettenanstalt Groß-Lichterfelde. Er trat am 13. März 1897 als Sekondeleutnant in das 3. Thüringische Infanterie-Regiment Nr. 71 der Preußischen Armee ein. Ab März 1903 fungierte er dort als Adjutant des III. Bataillon und wurde vom 1. Oktober 1905 bis 20. Juli 1908 an die Kriegsakademie kommandiert. Die Ausbildung dort war vor allem auf den späteren Verwendung der Absolventen im Generalstab ausgerichtet, umfasste zusätzlich eine Fremdsprachenausbildung mit Abnahme einer Dolmetscherprüfung und sollte die sorgfältig ausgewählten Offiziere zu Friedenszeiten auf militärische Aufgaben in Kriegszeiten vorbereiten. Auf der Kriegsakademie beförderte man ihn zwischenzeitlich am 18. Mai 1907 zum Oberleutnant. Am 1. April 1909 folgte seine Kommandierung zum Großen Generalstab. Dort wurde er als Mitarbeiter der Abteilung III für den Bereich Russland eingesetzt, um erste Generalstabserfahrungen zu sammeln. Im Frühjahr 1910 löste er dann den Nachrichtenoffizier (N.O.) Walter Nicolai (1873-1947) beim I. Armee-Korps in Königsberg ab. Als Angehöriger der Sektion III b des Großen Generalstabes war er damit in einer Doppelfunktion. Zum einen war er innerhalb des Generalkommandos verantwortlich für die Beschaffung und Auswertung wichtiger militärischer Nachrichten über die russische Gegenseite dieses Grenzabschnitts. Zum anderen bestanden seine Aufgaben darin, nachrichtendienstlich tätig zu werden, Verbindungsleute zu führen und auf diesem Weg vom Gegner geheim gehaltenen Informationen zu beschaffen. Besonders in Spannungszeiten war es hier von außerordentlicher Wichtigkeit, rechtzeitig und wahrheitsgemäß über Aktivitäten der Gegenseite informiert zu sein. In den ersten Monaten nach der Übernahme war das nicht so einfach, da das von seinem Vorgänger übernommene Netz an Informanten sehr stark auf die Persönlichkeit von Nicolai ausgerichtet war und Fleck sich erst das für diese Arbeit notwendige Vertrauensverhältnis aufbauen musste. Als die russische Seite 1911 und 1912 mehrere Mobilisierungsübungen durchführte um den Einsatzgrad der militärischen und im Grenzbereich tätigen weiteren Kräfte zu testen verfügte er bereits wenige Stunden nach Auslösung des Alarms über die benötigten Informationen. Mit seiner Beförderung zum Hauptmann am 20. März 1911 wurde Fleck für weitere 2 Jahre in seinem Einsatzbereich als Nachrichtenoffizier der III b im Abschnitt des 1. Armeekorps bestätigt. Entsprechend der Laufbahnbestimmung für Generalstabsoffiziere wurde er obligatorisch Anfang 1914 als Kompaniechef im Infanterie-Regiment „von Boyen“ (5. Ostpreußisches) Nr. 41 eingesetzt. Seinen bisherigen Aufgabenbereich übernahm der Nachrichtenoffizier Friedrich Gempp (1871-1947).
Mit Ausbruch des Ersten Weltkriegs erfolgte seine Rückversetzung in den Großen Generalstab. Hier wurde ihm die Leitung des Nachrichtendienstes gegen Südrussland sowie Serbien übertragen und er nahm seinen Sitz in Teschen. Ab diesem Zeitpunkt waren ihm alle Nachrichtenoffiziere dieses Frontbereiches unterstellt. Seine Aufgabe war es, diese Offiziere nachrichtendienstlich zu führen und die bei ihnen eingehenden Informationen an die Abteilung III b des Großen Generalstabes weiterzuleiten. Neben den Berichten der Verbindungsleute kamen nun noch die bei den russischen Stäben durch die Kriegsentwicklung erbeuteten Dokumente und die Ergebnisse aus den obligatorischen Befragungen der russischen Kriegsgefangenen hinzu. Noch im Sommer 1915 wechselte Fleck dann als Nachrichtenverbindungsmann zur österreichisch-ungarischen Armee. Seinen bisherigen Arbeitsbereich übernahm Friedrich Gempp (1871-1947), der damit dann die Leitung des III b im gesamten russischen Frontbereich sowie die Führung der dort in den 4 Armeekorps angesiedelten Nachrichtenoffiziere innehatte. Am 22. März 1916 wurde er zum Major befördert und wurde zur Abdeckung seiner Tätigkeit als N.O. zwischen beiden Armeen ab Juni 1916 als Ia im Generalstab des I. Armee-Korps geführt. Von dort erfolgte am 22. März 1917 seine Versetzung als Referent in das Preußische Kriegsministerium, wo er dann bis zum Ende des Kriegs verblieb. Für seine Leistungen wurden ihm in den Jahren des Krieges mehrere Auszeichnungen verliehen, darunter auch das Ritterkreuz des königlich-preußischen Hausordens der Hohenzollern mit Schwertern.
Wolfgang Fleck wurde 1919 in die Reichswehr übernommen, dort als Chef eines Stabes im Reichswehrministerium am 18. Dezember 1920 zum Oberstleutnant befördert und verblieb bis 31. März 1923 in gleicher Funktion. Anschließend übernahm er am 1. April 1923 das Kommando über das III. Bataillon des 7. (Preußisches) Infanterie-Regiment in Hirschberg im Riesengebirge. Zwei Jahre darauf wurde er am 1. Januar 1925 Chef des Stabes der 5. Division in Stuttgart. Seine Beförderung zum Oberst erfolgte kurz darauf am 1. April 1925. Vom 1. Februar 1928 bis 31. Januar 1929 fungierte Fleck als Kommandeur des 9. (Preußisches) Infanterie-Regiments in Potsdam. Unter gleichzeitiger Beförderung zum Generalmajor folgte am 1. Februar 1929 die Ernennung zum Infanterieführer III. Als solcher wurde er am 1. März 1930 Generalleutnant und am 1. Mai 1931 Kommandeur der 6. Division in Münster. In dieser Funktion war Fleck auch Befehlshaber im Wehrkreis VI (Münster).
Nach der Machtergreifung der Nationalsozialisten Anfang 1933 kam es beim sogenannten Röhm-Putsch 1934 auch zur Erschießung zweier Generale wegen angeblichen Landesverrates. Als Reichswehrminister Werner von Blomberg die anderen Generale nicht über die Hintergründe informierte, verlor Fleck sein Vertrauen in die Reichswehrführung und reichte seinen Abschied ein. Wörtlich schrieb er an Blomberg: „[…] es ist bisher in der preußischen Armee nicht üblich gewesen, dass der Wehrmachtsminister seine Wehrkreiskommandeure belügt […]“. Unter gleichzeitiger Beförderung zum General der Infanterie wurde Fleck am 30. September 1934 aus dem aktiven Dienst verabschiedet und in den Ruhestand versetzt. Er erhielt zudem die Erlaubnis zum Tragen der Uniform des 9. (Preußisches) Infanterie-Regiments.
Wolfgang Fleck verstarb am 16. Februar 1939 in Freiburg/Breisgau.

## Auszeichnungen
- Eisernes Kreuz (1914) II. und I. Klasse[7]
- Ritterkreuz des Königlichen Hausordens von Hohenzollern mit Schwertern[7]
- Preußisches Dienstauszeichnungskreuz[7]
- Friedrich-August-Kreuz II. und I. Klasse[7]
- Reußisches Ehrenkreuz II. Klasse mit Schwertern[7]
- Ehrenkreuz von Schwarzburg III. Klasse[7]
- Österreichisches Militärverdienstkreuz III. Klasse mit Kriegsdekoration[7]